# Campionati europei di ginnastica ritmica 2016
I Campionati europei di ginnastica ritmica 2016 sono stati la 32ª edizione della competizione continentale. Si sono svolti per la prima volta in Israele, nella città di Holon, dal 17 al 19 giugno 2016.

## Programma[1]
Orari in UTC+2
- Venerdì 17 giugno

09:30 Qualificazioni fune e cerchio junior - Gruppo A
11:50 Qualificazioni fune e cerchio junior - Gruppo B
14:25 Qualificazioni fune e cerchio junior - Gruppo C
17:30 Cerimonia d'apertura
18:00 Concorso a squadre 5 nastri / 2 cerchi + 6 clavette
20:35 Cerimonia di premiazione concorso a squadre
- Sabato 18 giugno

09:00 Qualificazioni palla e clavette junior - Gruppo B
11:45 Qualificazioni palla e clavette junior - Gruppo C
14:20 Qualificazioni palla e clavette junior - Gruppo A
16:40 Cerimonia di premiazione concorso a squadre junior
17:00 Concorso individuale - Gruppo B
19:00 Concorso individuale - Gruppo A
21:05 Cerimonia di premiazione concorso individuale
- Domenica 19 giugno

13:00 Finale fune e cerchio junior
13:50 Cerimonia di premiazione fune e cerchio junior
14:05 Finale palla e clavette junior
14:55 Cerimonia di premiazione palla e clavette junior
16:15 Finale concorso a squadre 5 nastri
16:57 Finale concorso a squadre 2 cerchi + 6 clavette
18:00 Cerimonia di premiazione concorso a squadre attrezzi
18:30 Cerimonia di chiusura

## Podi

### Senior
| Evento                | Oro | Punti  | Argento | Punti  | Bronzo                                                                                               | Punti  |
| Concorso individuale  | Jana Kudrjavceva                                                                                       | 76.082 | Margarita Mamun                                                                                               | 75.632 | Hanna Rizatdinova                                                                                    | 75.299 |
| Concorso a squadre    | Russia Anastasija Bliznjuk Anastasija Maksimova Ksenija Poljakova Anastasija Tatareva Marija Tolkačëva | 37.408 | Bielorussia Ksenija Čeldyškina Anna Dudenkova Marija Kadobina Marija Kotjak Valeryja Piščėlina Aryna Cycylina | 36.849 | Israele Yuval Filo Alona Koshevatskiy Ekaterina Levina Karina Lykhvar Ida Mayrin                     | 36.549 |
| 5 nastri              | Bielorussia Anna Dudenkova Marija Kadobina Marija Kotjak Valeryja Piščėlina Aryna Cycylina             | 18.516 | Israele Yuval Filo Alona Koshevatskiy Ekaterina Levina Karina Lykhvar Ida Mayrin                              | 18.400 | Spagna Sandra Aguilar Artemi Gavezou Elena López Lourdes Mohedano Alejandra Quereda                  | 18.133 |
| 2 cerchi e 6 clavette | Israele Yuval Filo Alona Koshevatskiy Ekaterina Levina Karina Lykhvar Ida Mayrin                       | 18.316 | Spagna Sandra Aguilar Artemi Gavezou Elena López Lourdes Mohedano Alejandra Quereda                           | 18.233 | Bulgaria Reneta Kamberova Mihaela Maevska Hristijana Todorova Ljubomira Kazanova Cvetelina Najdenova | 18.183 |

### Junior
| Evento             | Oro                                                 | Punti   | Argento                                                  | Punti   | Bronzo                                             | Punti  |
| Concorso a squadre | Russia Marija Sergeeva Alina Ermolova Polina Šmatko | 101.031 | Bielorussia Julija Evčik Alina Harnas'ko Julija Isačanka | 100.373 | Italia Alexandra Agiurgiuculese Milena Baldassarri | 98.983 |
| Fune               | Alina Ermolova                                      | 17.050  | Julija Evčik                                             | 16.916  | Alexandra Agiurgiuculese                           | 16.383 |
| Cerchio            | Marija Sergeeva                                     | 16.900  | Alina Harnas'ko Nicol Zelikman                           | 16.700  | Non assegnato                                      |        |
| Palla              | Polina Šmatko                                       | 17.100  | Alexandra Agiurgiuculese                                 | 16.783  | Nicol Zelikman                                     | 16.700 |
| Clavette           | Polina Šmatko                                       | 17.200  | Alexandra Agiurgiuculese                                 | 16.883  | Julija Isačanka                                    | 16.850 |

## Medagliere
| Pos.   | Paese       | Oro | Argento | Bronzo | Totale |
| ------ | ----------- | --- | ------- | ------ | ------ |
| 1      | Russia      | 7   | 1       | 0      | 8      |
| 2      | Bielorussia | 1   | 4       | 1      | 6      |
| 3      | Israele     | 1   | 2       | 2      | 5      |
| 4      | Italia      | 0   | 2       | 2      | 4      |
| 5      | Spagna      | 0   | 1       | 1      | 2      |
| 6      | Bulgaria    | 0   | 0       | 1      | 1      |
| 6      | Ucraina     | 0   | 0       | 1      | 1      |
| Totale | Totale      | 9   | 10      | 8      | 27     |